# Isengops luangwensis
Isengops luangwensis è un terapside estinto, appartenente ai burnetiamorfi. Visse nel Permiano superiore (circa 257 - 255 milioni di anni fa) e i suoi resti fossili sono stati ritrovati in Africa. 

## Descrizione
Questo animale era caratterizzato, come tutti i burnetiamorfi, da strane strutture simili a corna presenti sul cranio. In particolare, Isengops era caratterizzato da due "corna" triangolari al di sopra delle orbite, appiattite lateralmente e dotate di un'area concava sulla superficie esterna. Era inoltre presente una cresta nasale più alta rispetto a quella di Lemurosaurus e un "corno" supratemporale più robusto rispetto a quello presente in Lobalopex, ma non tanto robusto quanto quelli di Bullacephalus e Burnetia. La dentatura palatale era estremamente ridotta. Le orbite erano grandi e arrotondate.

## Classificazione
Isengops è un rappresentante dei burnetiamorfi, un bizzarro gruppo di terapsidi arcaici appartenent ai biarmosuchi e caratterizzati dallo sviluppo di strane strutture ossee craniche. In particolare, Isengops è considerato un rappresentante arcaico del gruppo, più derivato di Lemurosaurus ma in una posizione filogenetica simile a quella di Lobalopex, alla base della famiglia dei Burnetiidae, comprendente forme come Bullacephalus, Burnetia, Niuksenitia e Pachydectes.
Isengops luangwnesis venne descritto per la prima volta nel 2021, sulla base di resti fossili ritrovati in Zambia, nella parte superiore della formazione di Madumabisa, risalente all'inizio del Permiano superiore. Un altro burnetiamorfo proveniente dalla medesima formazione, ma da livelli un po' più antichi (fine del Permiano medio) è il burnetiide Mobaceras. 